# Révolte des Batetela de Luluabourg (1895)
La révolte des Batetela de Luluabourg fut une révolte contre l'État indépendant du Congo (EIC) par des troupes tetelas de la garnison de la Force publique de Luluabourg (actuelle Kananga) en 1895.

## Rétroactes
L'État indépendant du Congo, fondé en 1885, venait en 1894 de remporter la guerre contre les Arabo-Swahilis. Ngongo Lutete, un ancien lieutenant de Tippo Tip rallié à la cause de l'EIC, fut cependant accusé de traitrise, jugé et exécuté par celui-ci le 15 septembre 1893.  
Ceci causa la défection de nombreux guerriers Batetela, mais nombreux furent ceux qui restèrent incorporés dans les rangs de la Force publique.

## Déroulement de la révolte
Le 4 juillet 1895, les troupes de Luluabourg majoritairement composées de Batetela se révoltèrent, tuant leurs officiers et attaquant diverses stations. Au nombre de seulement 400, ils étaient cependant bien entraînés en tant que membres de la Force publique, et avaient l'expérience de la récente guerre. Ils adoptèrent généralement des techniques de combats plus proches de celles de la Force publique de l'EIC que de celles des Arabo-Swahilis, adoptant la mobilité et évitant la construction de boma (fortins).
Ils se dirigèrent vers le nord-est en direction de la Lomami, en direction du Maniema. Le 18 octobre, ils furent battus à proximité de Ngandu. Dispersés, ils reconstituèrent de petites bandes augmentées de nouvelles recrues. 
L'un des principaux groupes fut battu à Gongo Machoffe par une colonne de l'EIC le 6 novembre. La dernière bataille majeure intervint le 11 novembre 1896, pacifiant la région Lualaba-Kasaï, les révoltés fuyant vers le sud.